# Кјуздино
Кјуздино (итал. Chiusdino) је насеље у Италији у округу Сијена, региону Тоскана.
Према процени из 2011. у насељу је живело 734 становника. Насеље се налази на надморској висини од 554 м.

## Становништво
| 1936. | 1951. | 1961. | 1971. | 1981. | 1991. | 2001. | 2011. |
| ----- | ----- | ----- | ----- | ----- | ----- | ----- | ----- |
| 4.911 | 4.824 | 4.061 | 2.862 | 2.252 | 1.922 | 1.918 | 1.877 |